# Rio da Hoz Seca
O Rio Hoz Seca ou Oceseca (também chamado de porto fluvial em sua primeira tranche) é o primeiro afluente principal pela direita do rio Tejo , em Espanha , e com água durante todo o ano, apesar de seu nome. Na verdade, em tempos mais secos, o Tajo leva apenas uma pequena gota de água até que ela flui para o Oceseca, daí o ditado pronunciado na área da "Tajo traz fama e água Oceseca" . 1 Está incluído no parque natural Alto Tajo .
Nascido na fonte musical , entre Orihuela del Tremedal e Bronchales ( Teruel ), e uma vez cruzou o porto de Orihuela e fronteira com o sul do Caimodorro começa a carregar água permanentemente em grande parte da sua rota, exceto em seu curso meio para a caverna Tornero , que aparece superfície seca devido a fugas, e desenhar uma profunda foice para a sua boca sobre o Tejo depois de 25 km de enrolamento caminho marcado por gargantas , os pinheiros e a ausência de centros de população ao seu margens. Sim existe um camping, uma antiga oficina de ferreiro e um velho moinho no seu curso inferior.